# Hit Gyülekezete
A Hit Gyülekezete egy magyarországi alapítású és központú, evangelikál keresztény felekezet, a karizmatikus mozgalom egyik jelentős magyar képviselője. Az 1979-ben kis imacsoportból indult gyülekezet dinamikusan növekvő közösséggé vált és ma már az egyik legnagyobb magyarországi keresztény felekezet, melynek az országhatáron túl is vannak közösségei.
A Hit Gyülekezete a magyar oktatásban is jelen van: általános és középiskolákat működtet, emellett az általuk fenntartott Szent Pál Akadémián teológusokat is képeznek. Jelen vannak a médiában is: az ő érdekeltségükbe tartoznak az ATV és az ATV Spirit tévécsatornák, a Hetek közéleti hetilap, a Hit Rádió és a Spirit FM rádióadók, illetve az Új Exodus vallási folyóirat.
Alapítója és vezető lelkésze Németh Sándor.

## Története

### A kezdetektől a rendszerváltásig
A gyülekezet 1979-ben indult Budaörsről, egy ötfős imacsoportból. Németh Sándort és feleségét, Juditot a világszerte elismert bibliatanító, Derek Prince „kente fel” szolgálatvégzésre.
A független pünkösdi-karizmatikus közösség a rendszerváltásig csak illegalitásban tudta istentiszteleteit megtartani. Rendezvényeit, vezetőit a kommunista titkosszolgálat ügynökei megfigyelés alatt tartották.
1989-re a budapesti gyülekezet létszáma már elérte a 2000 főt, amikor is az állam a Hit Gyülekezetét az 1895. évi XLIII. törvénycikk alapján elismert vallásfelekezetté nyilvánította.

### A rendszerváltástól 1998-ig
A gyülekezet aktívan részt vett a demokratikus átalakulások létrejöttében. Sok hívő járult hozzá szavazatával is, hogy a Szabad Demokraták Szövetsége (SZDSZ) párttá váljon (a Szabad Kezdeményezések Hálózatából). Az 1990-es évek során szoros maradt a párt és a felekezet kapcsolata: a hívek kopogtató cédulákat gyűjtöttek, valamint Hack Péter és Mészáros István László képviselőként bejutott a parlamentbe az SZDSZ színeiben. Az ezredforduló után azonban fokozatosan elhidegült egymástól a felekezet és a párt.
A felekezet 1990-ben Budapesten Közép-kelet-európai Bibliaiskola és Lelkészképző Intézet néven megalapította államilag akkreditált teológiai főiskoláját, mely 1995 óta Szent Pál Akadémia néven működik.
A gyülekezet 1995–98 között a Budapest Sportcsarnokban tartotta összejöveteleit, melyek átlagos létszáma 10 000 fő körül volt. Ezeken istentiszteleteket tartottak (számos külföldi vendég részvételével) és kereszteltek is.

### 1998-tól napjainkig
1998. október 10. óta a budapesti gyülekezet saját tulajdonú ingatlanában, a budapesti Hit Csarnokban tartja istentiszteleteit, ahol továbbra is évi több alkalommal tartanak nemzetközi konferenciákat (többnapos összejöveteleket). Ebben az időszakban is rendszeresen fogadtak külföldi vendégprédikátorokat (pl. Benny Hinn, Rodney Howard Brown, Marilyn Hickey, Derek Prince, Jerry Savalle, Creflo Dollar és Mahesh Chavda).
Az egyháznak mára (2020) mintegy háromszáz közössége működik az országban és a határokon túl. Valamennyi szomszédos országban vannak helyi közösségei, továbbá Svájcban, Németországban, és az Egyesült Államokban is. A vidéki gyülekezeteknek is egyre nagyobb része tartja saját tulajdonú ingatlanban istentiszteleteit.
Tamás Gáspár Miklós filozófus egyik publicisztikájában az „amerikai keresztyén cionizmus belhoni zászlóvivőjének” aposztrofálta a gyülekezetet.

## A médiában
A gyülekezet nagy hangsúlyt helyez a médiában való megjelenésre. Fontosabb orgánumai:
- ATV – a gyülekezethez közeli cégek többségi tulajdonában lévő televíziós csatorna[14]
- ATV Spirit – szintén a gyülekezethez közeli cégek többségi tulajdonában lévő televíziós csatorna, az ATV társcsatornája[14]
- Hetek – a gyülekezet közéleti hetilapja[15]
- Hit Rádió – A Hit Gyülekezete online rádiója, a nap 24 órájában sugároz. Magyarország leghallgatottabb online egyházi rádiója[16]
- Spirit FM – a gyülekezethez közeli cégek többségi tulajdonában lévő rádió, az ATV társrádiója[17]
- Új Exodus – a gyülekezet teológiai folyóirata[18]
- Vidám Vasárnap – a gyülekezet élőben közvetített vasárnapi istentisztelete az ATV-n[19]
- Patmos Records/Bornemisza Éter – a gyülekezet könyv és lemezkiadója

## Hitalapelvek, nézetek
A közösségnek a protestáns karizmatikus kereszténységre jellemző, azon belül a Szentháromsági istenképet valló nézetei vannak, amely hangsúlyozza a Szent Szellem (Lélek) ajándékait (karizmák). 
(Az alábbi összefoglaló egyéni látásmódot tükröz; pontosan lásd a gyülekezet honlapján.)
1. A Biblia Isten élő, kijelentett beszéde.
2. Szentháromság
3. A megváltás és újjászületés elégséges és egyedüli feltétele a Krisztusba vetett hit.
4. Újjászületés: aki hisz, hit által születik újjá, vízkeresztség által.
5. A karizmák (csodák, gyógyítások, nyelveken szólás) az első századi egyházban jelen voltak, és ma is léteznek.
6. A vízkeresztség (alámerítkezés) megtérés után az újjászületés céljából történik.
7. A „Szent Szellemmel való betöltekezés” vagy „Szent Szellem-keresztség” létezik (jelei a karizmák). Nem azonos az alámerítkezéssel.
8. Angyalok: engedelmességre teremtett, lelki (másképp szellemi) formában létező, szolgáló lények.
9. Egyetemes egyház: Krisztusnak egy egyetemes „láthatatlan” egyháza van, mely a bármely egyházhoz tartozó igaz hívőkből áll (ez általában is a protestantizmusra jellemző).

### Megváltottá válás folyamata
1. Bűnbánat
2. Megalázkodás Isten előtt
3. Krisztusba vetett hit, Krisztus helyettesítő áldozatának személyes elfogadása.
4. Hit: Krisztus nevének segítségül hívása
5. Bűnmegvallás őszintén, megtört szívvel
6. Megkeresztelkedés egyéni elhatározás alapján, felnőtt vagy gyermek korban, vízben történik teljes alámerítkezéssel, a bűnök bocsánatára.
7. A bűnök elhagyása mellett fontos Krisztus követése, és az Istennek odaszánt élet, ez a gyakorlatban és hosszú távon nem lehetséges Szent Szellemmel való betöltekezés nélkül.

### A jóga
Egy 2019. november 16-i istentiszteleten Németh Sándor a jógát a démontisztelet gyakorlatának nevezte.

## Kapcsolat más újprotestáns felekezetekkel
A keresztény közösségek közötti egységet a Biblia által meghatározott feltételek teljesülése esetén támogatják:
Igyekezvén megtartani a Lélek egységét a békességnek kötelében.

Egy a test és egy a Lélek, miképen elhívatástoknak egy reménységében hívattatok el is;

Egy az Úr, egy a hit, egy a keresztség;

Egy az Isten és mindeneknek Atyja, a ki mindeneknek felette van és mindenek által és mindnyájatokban munkálkodik. 
Olyan egyházakkal tartanak fenn hitéleti kapcsolatot, amelyekkel a fentebb felsoroltakban egységben tudnak lenni: ezek a teljes evangéliumi egyházak. A többi egyház esetében a hangsúlyt arra teszik, hogy azok egymás lelkiismereti szabadságát kölcsönösen tiszteletben tartsák, miközben mindenki végzi a munkát, amit helyesnek lát, mivel végeredményben mindenki munkáját Jézus Krisztus fogja megítélni (1 Korinthus 3,11–13).
Számos külföldi gyülekezettel kapcsolatban vannak, szinte minden kontinensről: fogadnak hallgatókat a Szent Pál Akadémián, adnak szolgálatokat, és rendszeresen fogadnak külföldi vendégszolgálókat, mint Marilyn Hickey, Creflo Dollar, Jerry Savelle, és mások.

## Ökumenizmus
A történelmi egyházakkal hitéleti kapcsolatot nem tartanak fent, így egyetlen egyházzal sem, amelyik az Ökumenizmus zászlaja alatt áll. Pünkösdi-karizmatikus mozgalomhoz tartozó protestáns (még pontosabban neoprotestáns) egyházként a katolikus tanítások egy részét elfogadhatatlannak tartják, mivel (Luther Mártonhoz hasonlóan) a római katolikus egyház számos gyakorlatát inkább a pogány hagyományok, semmint a bibliai tanítások közvetítőjének tartják, a katolikus hitre térést „csapdának” titulálják. Az ökumenizmusban a katolikus egyház rekatolizáló szándékát látják érvényre jutni.
Az 1980-as 1990-es években a más egyházak és irányzatok ellen sokszor szarkasztikus stílusú ellenpropagandájuk volt az egyik oka annak, hogy ők maguk is a kritika kereszttüzébe kerültek, sajátos tanbeli látásuk, valamint az extrém stílusú összejöveteleik pedig teológiai jogalapot nyújtottak a sértetteknek az elhatárolódásra. A másik – tőlük függetlenül elindított – magyarországi hitmozgalmi teológiát valló egyháztól, a Krisztus Szeretete Egyháztól annak indulásától fogva teljes mértékben elhatárolódtak.

## Tagsága
A 2022-es népszámlálás alapján az országban 22 647-en vallották magukat a Hit Gyülekezete hívének.
A 2011-es a népszámláláson 18 202 fő volt a magukat a felekezethez tartozóknak vallók száma.
A 2001. évi népszámlálás adatai szerint 3708-an vallották magukat a felekezethez tartozónak. A 2001-es adat alapján a gyülekezet a tizenkettedik legnagyobb felekezet volt Magyarországon. Ez az akkori adat azonban valószínűleg nem volt egyenlő a tényleges tagsággal, mivel a népszámláláskor nem volt kötelező a vallás megjelölése, illetve a Hit Gyülekezete külön kérte is követőit, hogy tagadják meg a válaszadást. Ezt a felekezet részben az akkori politika kisegyházellenességével indokolta, a népszámlálást is e politika eszközeként értelmezte.
Tagsági díj és belépési nyilatkozat nincsen. Tizedet és adományt fizetni nem kötelező. Bárki látogathatja az istentiszteleteket bármiféle kötelezettség nélkül.
Az egyháznak 2019-ben 43 ezren 123 milliót, 2020-ban 40 ezren 139 milliót ajánlottak föl.
A felekezethez tartozók számáról pontos adat nem áll rendelkezésre; a gyülekezet maga sem tart fenn nyilvántartást tagjairól.
2019/20-as egyházi adó 1%-os állampolgári adófelajánlás felajánlott összeg alapján mára már a hetedik a katolikus, református, evangélikus, krisnás, baptista, buddhista felekezetek után.
A Hit Gyülekezete gyakorlatilag valamennyi magyarországi városban megalapította helyi közösségét, valamint találhatók más európai illetve ázsiai és afrikai gyülekezetei is.

### Ismertebb tagok és/vagy a gyülekezettel kapcsolatba hozható ismert személyek
A gyülekezet ismertebb tagjai:
- Abaházi Zoltán – gitáros, a Sing-Sing együttes volt tagja
- Balogh Ferenc – a Bergendy együttes volt énekese[30]
- Barile Pasquale – ütős, az R-GO együttes volt tagja
- Bayer Friderika – énekesnő[31]
- Botos Lajos – énekes
- Gera Zoltán – labdarúgó[32]
- Gesztesi Károly – színművész, szinkronszínész (elhunyt)
- Grüll Tibor – ókortörténész, egyetemi oktató
- Hack Péter – jogász, az ELTE egyetemi tanszékvezető docense, publicista,[33] volt SZDSZ-es országgyűlési képviselő[34][35]
- Joób Márton – kenus, politikus [36]
- Kocsis Zsolt – énekes
- Kötő Gabriella – énekes
- Pajor Tamás – zenész[31]
- Takáts Tamás – magyar zenész
- Varga Szabolcs – énekes, a Manhattan együttes volt tagja

A gyülekezet megalakulásának 20 éves évfordulóján, 1999-ben a meghívott vendégek között megjelentek például:
- Bródy János – zenész[31]
- Jancsó Miklós – filmrendező[31]
- Tamás Gáspár Miklós – közíró, filozófus[31]

## Szervezeti felépítése, intézményei
A Hit Gyülekezete az önfenntartó egyházmodell híve. Az 1%-os adófelajánlásokon és az iskoláknak járó normatívákon kívül más állami támogatást nem vesz igénybe, a hívek támogatják önkéntes adományaikkal és bibliai alapon beadott tizedeikkel (jövedelmük 10%-ának felajánlásával). Emellett az aktivisták társadalmi munkájukkal járulnak hozzá a szervezeti működéshez. Az ilyen segítő szolgálatok, az adományok és a bibliai tized fizetése a kezdetektől fogva önkéntes alapon történnek, a Biblia ide vonatkozó felhívásainak hirdetésére adott válaszul ajánlják fel együttműködésüket a gyülekezet létét fontosnak tartó hívők (lásd például Máté 23,23; Lukács 11,42; 1 Mózes 14,20; 2 Mózes 35,21).
Az egyháznak mintegy háromszáz közössége működik szerte az országban és a határokon túl. Valamennyi szomszédos országban vannak helyi közösségei, továbbá Svájcban, Németországban és az Egyesült Államokban is.
A gyülekezetek jelentős része saját tulajdonú ingatlanban rendezi istentiszteleteit, melyek közül a csaknem 8000 fő befogadására alkalmas budapesti Hit Csarnok a legnagyobb, de Pécsett, Debrecenben, Nyíregyházán és Salgótarjánban is több mint ezer személyes istentiszteleti csarnokban működnek a Hit Gyülekezete helyi közösségei. 
A Hit Gyülekezete Budapesten, Debrecenben, Pécsett, Nyíregyházán és Salgótarjánban működtet általános iskolát, Kecskeméten, Pécsett, Gödöllőn, és Nyíregyházán pedig óvodát. 
Az egyház államilag akkreditált teológiai főiskolája, a Szent Pál Akadémia Budapesten működik.
A Hit és Erkölcs Kulturális Alapítványt szintén a gyülekezet hozta létre.
A Hit Gyülekezete könyvkiadója, az Új Exodus Kiadó eddig közel egymilliós példányszámban jelentetett meg könyveket ismert keresztény szerzők tollából. A közösség zenei CD-i, kazettái százezres nagyságrendben keltek el eddig.

## Összejövetelek jellegzetességei

### Istentisztelet
A Hit Gyülekezete igyekszik hű maradni a Bibliához, amely az istentiszteletet nem köti rituális formához, de bizonyos alkotórészeiről beszél:
- dicséret, dicsőítés: Isten kegyelmének hirdetése és magasztalása énekszóval (szívvel-lélekkel), hangszerekkel, tapssal, tánccal…
- imádás: az Úr jelenlétében való leborulás, Isten elismerése abszolút Úrként, Neki való hódolás;
- igehirdetés: az írott Ige felolvasása és magyarázata, valamint a Szent Szellemtől kapott üzenetek átadása;
- tanítás: a Szentírás mélyebb összefüggéseinek feltárása;
- bizonyságtevés: a hívők beszámolója Jézus Krisztus bennük, értük és mellettük végzett munkájáról;
- adakozás (a hívő szabad akarata alapján)
- ima (könyörgés, hálaadás, közbenjárás stb.), amely által Isten népe kifejezi háláját a már elvett áldásokért, és természetfölötti segítségért fordul Urához;
- úrvacsora: valóságos közösség Jézus Krisztus testével és vérével, ami minden áldás forrása;
- a gyülekezet szellemi és fizikai szükségeinek ellátása a Szent Szellem ajándékainak működése által (például gyógyulásokért, szabadulásokért, anyagi áldásért stb. történő ima).

Az istentiszteleteken a fentiek bármelyike – a helyi gyülekezet szükségeinek megfelelően – előtérbe kerülhet és meghatározhatja az egész összejövetel jellegét. Istentiszteletet szabadban és zárt helyen (magánházaknál, imaházban, sportcsarnokban stb.) egyaránt tartanak.

### Nyelveken szólás
A nyelveken szólást többek között a következő Biblia versek alapján értelmezik.
A Szent Szellem karizmáinak egyike, mint idegen nyelvű vagy magas rendű „angyali” nyelveken való titkos beszéd (Pál első levele a Korinthusiakhoz, 14:2, 13:1). Általában a hallgatóság illetve a nyelveken szóló számára sem érthető meg intellektuális úton; azonban egyfajta „szellemi realitásként” mégis értelmes beszéd, érthető nyelvre fordítása (pontosabban megmagyarázása) is lehetséges a gyülekezet számára egy második, külön képesség vagy karizma, a „nyelvek magyarázata” által (Pál első levele a Korinthusiakhoz, 14:13).
Célja az Istennel való magas rendű, titkos kommunikáció, és mint ma is élő egyházi megtapasztalást, a Szent Szellemmel való betöltekezés legelső külső jelének tartják, azonosnak az apostolok cselekedetei 2. részében leírt pünkösdi, de több hasonló újszövetségi eseménnyel is (például Apostolok cselekedetei, 10:46, 19:6 ). Evangéliumi jel (például Márk evangéliuma, 16:17 alapján).

## Szakadások, kritika
A gyülekezet vezetőségének néhány tagja bizonyos hitbeli és egyházvezetési kérdésekben nem értett egyet Németh Sándorral és a vezetőség nagy részével. Miután reformprogramjukat elutasították, kiváltak a gyülekezetből, és néhány száz hívővel új gyülekezeteket alakítottak Budapesti Autonóm Gyülekezet néven. A reformerek célja a presbiteri (testületi) gyülekezetvezetés volt, a helyi gyülekezetek autonómiájával összekapcsolva. A gyülekezet vezetősége elhatárolódott az új típusú egyházvezetéstől és megerősítette Németh Sándor vezetőpásztori tekintélyét .
Bartus László, a gyülekezetben korábban vezető tisztséget betöltő tag feltáró könyvet írt Fesz Van címen a tapasztalt visszásságokról és pénzügyi manipulációkról. Könyvében Németh Sándort teljhatalommal rendelkező diktátorként mutatja be, aki nem a Szentlélek, hanem valamilyen gonosz démon hatása alatt áll, és ezt viszi át a gyülekezetére is.
Később újabb könyvet is írt a gyülekezetről, Fesz Lesz címmel, ami szintén a visszásságokról húzta le a leplet. Ezt azonban a Libri és a Bookline könyvterjesztő hálózatok országosan kivonták a forgalomból. A könyvterjesztők a forgalomból való kivonást azzal indokolták, hogy lehetséges az, hogy a könyvben szereplő egyes adatok személyiségi jogokat sértenek. Bartus László álláspontja szerint ez az indoklás abszurd, és a könyv betiltása valójában az egyház követelésére történt.
Egri István korábbi diakónus is támadta a Gyülekezetben előforduló „visszaéléseket”.
A Hit Gyülekezete gazdálkodásával szemben ekkor és ezután megfogalmazott vádakat az elkövetkező években 18 APEH-vizsgálat követte, valamint az egyház betiltását célzó parlamenti interpelláció és számos negatív hangvételű hír a médiában. A vizsgálatok mindegyike lezárult: a gyülekezetet és Németh Sándort a hatóságok egyik felhozott vádpontban sem találták vétkesnek.[forrás?]